# Archytas prudens
Archytas prudens là một loài ruồi trong họ Tachinidae.